# Pacifische stekelmuisgoffer
De Pacifische stekelmuisgoffer (Heteromys pictus)  is een zoogdier uit de familie van de wangzakmuizen (Heteromyidae). De wetenschappelijke naam van de soort werd voor het eerst geldig gepubliceerd door Thomas in 1893.